# Истоки (Пензенская область)
Истоки — посёлок в Мокшанском районе Пензенской области. Входит в состав Юровского сельсовета.

## География
Находится в северной части Пензенской области на расстоянии приблизительно 5 км на юг от районного центра поселка Мокшан на левом берегу реки Мокша.

## История
Известен с 1939 года как поселок Пенькозавод Владыкинского сельсовета. Основан как инфраструктура совхоза «Мокшанский» (производство пеньки из волокна конопли). Переименован в Истоки в 1990 году. В 2004 году 37 хозяйств.

## Население
Численность населения: 155 человек (1959), 85 (1979), 80 (1989), 86 (1996). Население составляло 72 человека (русские 83 %) в 2002 году, 64 в 2010.